# Pierre de Marivaux
Pierre Carlet de Chamblain de Marivaux (Paris, 4 de fevereiro de 1688 - Paris, 12 de fevereiro de 1763), mais conhecido como Marivaux, foi um jornalista, dramaturgo e romancista francês.
O teatro de Marivaux retoma o lema da comédia castigat ridendo mores ("rindo, corrige  os costumes") e constrói uma espécie de ponte entre o teatro tradicional italiano da commedia dell'arte e seus personagens (principalmente Arlequim) e o teatro mais literário, mais próximo dos autores franceses e ingleses da época.
Marivaux é considerado por alguns como o mestre francês da máscara e da mentira. Principal instrumento da mentira, a linguagem é também máscara por trás da qual se escondem os personagens. Estes são frequentemente jovens, aterrorizados diante da vida e da ideia de  desvelar seus sentimentos. As aventuras psicológicas desses personagens, ao mesmo tempo complexas e ingênuas, desenvolvem-se sob o olhar dos mais velhos (os pais) e dos espectadores, que zombam deles, em uma mistura de indulgência e maldade.
Voltaire considerava o teatro de Marivaux de grande sutileza psicológica e dizia: Ele pesa ovos de mosca em uma balança de teia de aranha. Mas esse comentário deve ser interpretado como uma crítica ao teatro de Marivaux, que Voltaire considerava fútil e desinteressante, tendo sido um grande rival e crítico do dramaturgo, no seu livro  Le Temple du goût.
No século XVIII, seu sucesso nunca foi absoluto: os integrantes da Comédie-Française e seu público não o apreciavam, e o teatro italiano tinha importância secundária. Por outro lado, Marivaux sempre se manteve fora do clã dos grandes filósofos do seu tempo. Mas, posteriormente, já no século XIX, o  sucesso das peças de Alfred de Musset provoca uma verdadeira ressurreição de Marivaux, que encontra então um público entusiasmado que o considera muito moderno, justamente em razão da complexidade, que lhe valera tantas críticas por seus contemporâneos.
Sua grande obra romanesca é La Vie de Marianne ("A vida de Marianne" cuja elaboração requer cerca de quinze anos (1726-1741). A partir de 1733, frequenta o salão de Claudine de Tencin, que se torna uma amiga preciosa para ele. Graças a ela, é eleito para a Académie française em 1742. A partir daí, escreve apenas algumas peças, encenadas unicamente na  Comédie-Française.
Morre em 1763, decorrência de uma pleurisia, deixando uma magra herança financeira a sua filha.

## Peças de Marivaux
- Le Père prudent et équitable (1706 ou, mais provavelmente, 1712.
- L'Amour et la Vérité (1720)
- Arlequin poli par l'amour (1720)
- Annibal (1720), sua única tragédia
- La Surprise de l'amour (1722)
- La Double Inconstance (1723)
- Le Prince travesti (1724)
- La Fausse Suivante ou Le Fourbe puni (1724)
- Le Dénouement imprévu (1724)
- L'Île des esclaves (1725)
- L'Héritier de village (1725)
- Mahomet second (1726, tragédia em prosa, inacabada)
- L'Île de la raison ou Les petits hommes (1727)
- La Seconde Surprise de l'amour (1727)
- Le Triomphe de Plutus (1728)
- La Nouvelle Colonie (1729), perdida e depois reescrita em 1750 sob o título de La Colonie]]
- Le Jeu de l'amour et du hasard (1730)
- La Réunion des Amours (1731)
- Le Triomphe de l'amour (1732)
- Les Serments indiscrets (1732)
- L'École des mères (1732)
- L'Heureux Stratagème (1733)
- La Méprise (1734)
- Le Petit-Maître corrigé  (1734)
- Le Chemin de la fortune  (1734), mais propriamente uma sequência de cenas do que uma peça teatral.
- La Mère confidente (1735)
- Le Legs]] (1736)
- Les Fausses Confidences (1737)
- La Joie imprévue (1738)
- Les Sincères (1739)
- L'Épreuve (1740)
- La Commère (1741)
- La Dispute (Marivaux)|La Dispute]] (1744)
- Le Préjugé vaincu (1746)
- La Colonie (1750)
- La Femme fidèle (1750)
- Félicie (1757)
- Les Acteurs de bonne foi (1757)
- La Provinciale (1761)

## Folhetins
- Lettres sur les habitants de Paris (1717-1718)
- Le Spectateur français (1721-1724)
- L’Indigent philosophe (1726)
- Le Cabinet du philosophe (1734)

## Romances
- Les Aventures de *** ou les Effets surprenants de la sympathie (1714)
- La Voiture embourbée (1714)
- Le Bilboquet (1715)
- Le Télémaque travesti (1717)
- Pharsamon ou Les Folies (1737)
- L'Iliade travestie (1716-1717)

## Romances inacabados
- La Vie de Marianne (iniciado em 1731)
- Le Paysan parvenu (iniciado em 1735)